# NGC 7784
NGC 7784 je galaxie v souhvězdí Pegas. Její zdánlivá jasnost je 14.5m a úhlová velikost 0,50′ × 0,5′. Je vzdálená 358 milionů světelných let, průměr má 50 000 světelných let. Galaxii objevil 1. října 1883 Édouard Stephan.